# Авиационная промышленность СССР
Авиационная промышленность СССР — комплекс предприятий и организаций, занимавшихся разработкой и производством авиационной техники в СССР.
СССР принадлежал к числу немногих (5—6 государств), наиболее развитых, стран мира, обладавших полным циклом (макротехнологии) создания авиационной техники, включавшим необходимые для этого высокие технологии.

## Общая характеристика
Авиапром СССР выпускал практически весь спектр авиационной техники — от гигантских транспортников и широкофюзеляжных самолётов до автожиров и БПЛА, вертолёты, вертолёты- и самолёты-амфибии, также самолёты малой и сверхлёгкой авиации[уточнить]. Авиационная промышленность СССР создала и серийно производила некоторые модели ЛА, которые являются рекордными (напр. МиГ-31, Ту-160) либо уникальными (напр. Ту-144, Ан-225, вертолёт Ми-26).
Проектирование почти всех видов российских самолётов осуществлялось КБ Москвы и Подмосковья; единственное исключение — КБ им. Бериева в Таганроге, где производятся самолёты-амфибии.
Все промышленные предприятия военного или двойного назначения, в том числе и работавшие по авиационной теме, имели условное наименование для открытой переписки — например Казанский авиазавод № 22, впоследствии КАПО им. Горбунова, имел шифр Предприятие п/я А-3858.

## История
предыстория: Авиационная промышленность России#Российская империя

### После революции
31 декабря 1918 года при ВСНХ РСФСР было образовано Главное управление авиационных заводов (Главкоавиа).
В следующем, 1919 году, авиационные предприятия были национализированы. Создание авиапромышленности было начато в годы довоенных пятилеток.

### Межвоенные годы
В начале 1920-х формируются первые в СССР самолетостроительные КБ, начинают развиваться опытное строительство и серийное производство советских самолетов. В 1923 году на Государственном авиационном заводе № 1 (ГАЗ № 1; бывший «Дукс») под руководством Поликарпова Н. Н. созданы самолёт-разведчик Р-1 и истребитель И-1, поступившие в серийное производство.
В 1920-х — создана организация Промвоздух (в её ведении находились Ремвоздухмастерские).
В 1923 году ГАЗ № 3 «Красный летчик» в Петрограде приступил к серийному изготовлению учебного самолета У-1.
Для координации опытных работ в 1926 году при Авиатресте образовано Центральное конструкторское бюро с опытными отделами, базировавшимися на серийных заводах. В 1930 году его производственной базой стал Московский авиационный завод № 39.
Другой крупной конструкторской организацией стало ЦКБ Всесоюзного авиационного объединения. В августе 1931 года ЦКБ подчинили ЦАГИ, где его возглавил С. В. Ильюшин, но с 1933 года оно снова стало базироваться на заводе № 39 и специализировалось в основном на разработке самолетов более легких классов.
Развитие советского авиадвигателестроения в 1920-е годы первоначально было направлено на освоение серийного производства зарубежных образцов все более высокой мощности с использованием советских материалов и технологий и внесением в их конструкцию различных усовершенствований. К 1926 году на заводе «Мотор» А. Д. Швецовым был создан первый советский авиадвигатель — ПД М-11 мощностью 80,9 кВт, использовавшийся на протяжении нескольких десятилетий в легкомоторной авиации.
Организация и укрепление научно-исследовательской и опытно-конструкторской базы авиационной отрасли коснулись в этот период и создания авиационного вооружения. Первые коллективы разработчиков авиационных установок стрелкового и бомбардировочного вооружения под руководством В. Ф. Савельева и С. М. Меерсона, сформировавшиеся ещё в конце 1920-х, были объединены в 1930 году в единое КБ по авиавооружению во главе с А. В. Надашкевичем. В начале 1932 года это КБ было переведено в состав ЦАГИ, значительно при этом расширившись. Именно это время можно считать рождением самостоятельной вооруженческой подотрасли в рамках советского авиастроения.
Совершенствовалась и технология авиастроения. Внедрение прогрессивных технологических процессов (пневматическая клепка, точная штамповка, прессование, электросварка и др.) позволило решить задачу организации крупносерийного производства авиационной техники и тем самым увеличить производство самолетов.
К концу 1920-х годов объёмы производства достигли 800—900 самолетов год. В 1928 году СССР впервые принял участие в международной авиационной выставке в Берлине.
Широко шло укрепление научно-исследовательской, опытно-конструкторской и производственной баз отрасли.
В 1929 году на заводе «Авиаработник» было организовано закрытое Центральное конструкторское бюро (ЦКБ). Оно называлось «Завод №39 имени В.Р. Менжинского» и находилось в ведении технического отдела ОГПУ. В августе 1931 это ЦКБ влилось в Центральный аэрогидродинамический институт (ЦАГИ), став ЦКБ ЦАГИ, его возглавил С. Ильюшин, а заместителем стал А. Туполев.
В 1932 году ЦКБ ЦАГИ преобразовали в Сектор опытного строительства (СОС) ЦАГИ, основой которого стал конструкторский отдел (КОСОС) во главе с А. Туполевым; в нём было много специализированных конструкторских бригад, которые проектировали разные по назначению самолеты — от истребителей до тяжелых бомбардировщиков. Однако вскоре стало ясно, что руководить таким огромным конструкторским коллективом, с большим числом бригад, каждая из которых имеет самостоятельную тематику, очень сложно.  В итоге, было решено провести новую реорганизацию — разделить КОСОС ЦАГИ на два самостоятельных КБ, в каждое из них передавалось по нескольку бригад. Одно КБ осталось в составе КОСОС ЦАГИ и под руководством Туполева стало специализироваться на тяжёлых самолетах различного назначения, другое (его возглавил Ильюшин) — на заводе №39 стало создавать лёгкие боевые самолеты. Причем Ильюшин сохранил не только старое название конструкторского бюро — ЦКБ, но и сложившуюся в ЦКБ ЦАГИ систему самостоятельных конструкторских бригад, специализировавшихся по типам самолетов, вооружению, технологии.
Спустя некоторое время по тому же принципу были организованы и другие, ставшие позже легендарными, КБ  — под руководством Яковлева, Бериева, а несколько позже — Микояна.
В период 1930-х годов было построено свыше 6500 истребителей И-15, И-15бис и И-153, примерно столько же бомбардировщиков СБ и около 9000 истребителей И-16.
С начала 1930-х годов набирает темпы и производство пассажирских самолетов: парк гражданской авиации пополнили самолеты К-5 (их было изготовлено больше, чем других в этом классе, — свыше 260), ПС-9, АИР-6, ХАИ-1, «Сталь-2» и «Сталь-3», ПС-35, ПС-84 (Ли-2), ряд гражданских модификаций военных самолетов.

### Предвоенные годы
27 марта 1940 года вышло Постановление ЦК ВКП (б) и СНК СССР об опытном самолётостроении и моторостроении, которое создавало самостоятельную инфраструктуру опытного строительства. Создавались опытное производство, лётно-испытательные службы. Был организован Лётно-исследовательский институт (ЛИИ), который возглавил знаменитый лётчик-испытатель Герой Советского Союза М. М. Громов.
В середине 1940 года все заводы должны были прекратить выпуск старой продукции и перейти на новую, более сложную. Перестройка охватила всё авиационное производство. Страна отдавала авиационной промышленности самое лучшее (металл, текстиль, резину, топливо, горюче-смазочные материалы, лаки и краски и т. д.).
Напряжённо трудились коллективы научно-исследовательских институтов. ЦАГИ в своих аэродинамических трубах продувал модели новых самолётов вплоть до натуральных размеров. М. В. Келдышем была решена проблема флаттера. ВИАМ решал проблему защиты от коррозии металлических конструкций, разрабатывал авиационную броню. ЦИАМ активно участвовал в испытаниях и отработке авиационных моторов и топлив.
Институты, вместе с опытно-конструкторскими бюро, работали как единые команды по строительству новых самолётов. К конструкторским бюро Туполева, Ильюшина, Поликарпова присоединились новые конструкторские бюро и группы, в которых разрабатывались боевые машины. Молодые инженеры А. И. Микоян и М. И. Гуревич, С. А. Лавочкин с В. П. Горбуновым и М. И. Гудковым, А. С. Яковлев, М. М. Пашинин, В. П. Яценко, П.О.Сухой, В. К. Таиров и другие соревновались друг с другом и с более опытными конструкторами за право запустить свой самолёт в серию.
Самолёт МиГ-1 Микояна и Гуревича был создан в течение шести месяцев от начала проектных работ до изготовления опытного образца и показал очень хорошие лётные характеристики, развивая на высоте 7 километров скорость 640 км/час, которой не достигал ни один советский или зарубежный боевой самолёт. Самолёт оказался хорошим ночным истребителем-перехватчиком, поступившим в войска ПВО г. Москвы и Ленинграда. МиГ-1 и последовавший за ним МиГ-3 пошли в серию и вскоре стали выпускаться в больших количествах.
В конкурсе на создание легкого одномоторного бомбардировщика победил проект Павла Сухого "ближний бомбардировщик первый" ББ-1, который пошел в серию под индексом Су-2 и поступил на вооружение частей ВВС. В ОКБ Сухого также был создан прототип перспективного штурмовика-бомбардировщика ШБ.
Лавочкин со своими соратниками построил истребитель ЛаГГ-3. Первый опытный образец самолёта вышел на испытания в марте 1940 года. Отличительной особенностью конструкции было широкое применение нового тогда материала дельта-древесины. Такой подход к проектированию был вынужденным, поскольку возможности цветной металлургии СССР не поспевали за резко возросшими в предвоенные годы потребностями самолётостроения. Единственным путём было использование дерева. Оно в разной степени применялось и в конструкциях других самолётов, в частности, Як-1 и МиГ-3.
В это время в КБ Яковлева разрабатывался знаменитый Як, самый массовый истребитель Великой Отечественной войны. Истребитель был задуман с хорошей возможностью модифицирования его в широком диапазоне целевого назначения.
Весной 1940 года было дано задание Андрею Николаевичу Туполеву на проектирование фронтового пикирующего бомбардировщика. Уже осенью известный Ту-2 построили, а в январе 1941 года испытали.
Перед войной В. Петляков создал хорошо известный бомбардировщик — пикирующий Пе-2, двухмоторный трёхместный самолёт, по скорости значительно опережавший все предыдущие самолёты этого типа; «пешка» служила в ВВС всю войну.
Николай Николаевич Поликарпов — основоположник конструирования советских самолётов-истребителей И-15 и И-16. Они были сняты с производства, так как уступали по скорости знаменитому немецкому Ме-109. Однако истребители Поликарпова приняли участие в боях первого периода Великой Отечественной войны, так как они составляли основу советской истребительной авиации. Но один самолёт Поликарпова, учебно-тренировочный У-2 (названный после смерти Поликарпова в 1944 году По-2), воевал всю войну, составляя основу лёгкой ночной бомбардировочной авиации. Увидев По-2 на фронте, гитлеровцы сначала смеялись, наделяя неказистый самолёт презрительными кличками вроде «русс-фанер». Но маленький тихоход оказался превосходным ночным бомбардировщиком, особенно в условиях близкого соприкосновения с противником.
Сергей Владимирович Ильюшин конструировал в это время совершенно новую машину — штурмовик (Ил-2). Самолёт предназначался для действия в прифронтовой полосе, в тесном взаимодействии с пехотой, прежде всего против наземного противника, в том числе и танков врага.

#### Моторостроение
К началу войны имелись двигатели, не уступавшие лучшим зарубежным образцам. Талантливым конструктором двигателей был Владимир Яковлевич Климов. Взяв в своё время за основу мотор водяного охлаждения «Испано-Сюиза», Климов добился результатов, каких не смогла добиться сама эта фирма.
Аркадий Дмитриевич Швецов конструировал двигатели воздушного охлаждения, которые применялись на истребителях. Главным потребителем двигателя М-82 (АШ-82) стали в войну самолёты Лавочкина.
Третий конструктор авиационных двигателей из этой когорты — Александр Александрович Микулин. Его моторы АМ-34, потом АМ-35 и перед самой войной АМ-38 устанавливались на тяжёлых бомбардировщиках и штурмовиках Ильюшина.
Для дальней бомбардировочной авиации использовали мотор М-88 конструкторского бюро Евгения Васильевича Урмина.
В середине 1940 года почти на всех заводах, производивших авиационную технику, готовились к выпуску новых самолётов. Новые самолёты и моторы значительно отличались от старых, и это делало их серийный выпуск исключительно трудным.
Очень важным моментом было обеспечение идентичности при массовом производстве самолёта. Вместе с рождением новых самолётов появился плазово-шаблонный метод, освоенный при постановке на лицензионное производство ПС-84, позднее известного как Ли-2.
К началу войны авиационная промышленность выпускала более 50 самолетов в день. В июле 1941 года изготовили 1807 самолетов (60 в день). В сентябре 1941 года изготовлено 2329 боевых машин — более 70 в день. Правда, потом в связи с эвакуацией заводов в глубокий тыл выпуск стал падать, но в дальнейшем его довели до 100 и более самолетов в сутки.
Если оценивать готовность к войне по освоению новых самолетов, то такая готовность была — авиационная промышленность работала очень четко, ритмично, все время наращивая выпуск продукции. Мнение, что новые самолеты появились у нас только во второй половине войны, можно считать малокомпетентным, — такую технику создать в ходе войны было невозможно, если бы война застала со старой техникой на стапелях, то никакими усилиями серийное производство новых самолетов освоить не могли бы. Авиационная промышленность встретила войну во всеоружии с такой авиационной техникой и в таких производственных цехах, которые обеспечили, в конечном счёте, победу над гитлеровским Люфтваффе.

### Великая Отечественная война
Великая Отечественная война (1941—1945) стала тяжёлым испытанием для всего советского народа, в том числе и для авиационной промышленности. Внезапное нападение гитлеровской Германии на СССР привело к значительным потерям советской авиации. Только за 8 часов войны были потеряны 1200 самолётов (..%), произошла массовая гибель лётного состава, были уничтожены хранилища и все запасы. Против Советского Союза были брошены почти все наличные силы гитлеровской авиации, в том числе и части, снятые с Западного фронта. Трагичным моментом было то, что практически вся боевая авиация Советского Союза, кроме дальней бомбардировочной авиации, была выдвинута к западным границам, создав «скученность» на аэродромах накануне войны, что значительно увеличило потери.
К октябрю 1941 года армии Вермахта подошли к Москве, были заняты города, поставлявшие комплектующие для авиазаводов. Требовалась срочная эвакуация всех авиапредприятий из западных и центральных районов европейской части СССР. Местами новой дислокации авиационных предприятий стали Куйбышев, Казань, Чкалов, Уфа, Омск, Новосибирск, Иркутск, Тбилиси, Ташкент и другие города. Всего было перебазировано около 85 % предприятий авиационной промышленности страны.
В масштабах страны эвакуация затронула более полутора тысяч предприятий и 10 миллионов человек. Мировая история не знала ничего подобного. Поражают организованность и выдержка, которые проявляли труженики авиапредприятий, снимаясь с насиженных мест, их мужество и стойкость в преодолении преград, возникавших с вводом в строй заводов в необжитых краях.
9 ноября 1941 года Государственный Комитет Обороны утвердил графики восстановления и пуска эвакуированных заводов и планы производства. Была поставлена задача не только восстановить выпуск самолётов, но и значительно увеличить их количество и качество. В тяжелейших условиях, под бомбами, в холод, стужу сибирских зим один за другим были пущены заводы-дублёры. Уточнялись, упрощались технологии, находили применение новые виды материалов, за станки встали женщины и подростки.
В ходе войны в серийном производстве были развёрнуты усовершенствованные образцы боевых самолётов: Як-7Б, Як-9, Як-3, Ла-5, Ла-5Ф, Ла-7, двухместный вариант Ил-2, Ил-10 и др.
Рост объёмов выпуска авиационной техники потребовал применения поточной и поточно-конвейерной сборки самолётов и двигателей, а также и других высокопроизводительных технологических процессов.
В конце первой половины 1942 года авиационная промышленность уже располагала новой надежной материально-технической базой.
Итоговая оценка наших ВВС в период 1942—1943 гг., которую давало немецкое командование, была следующей:

Процесс восстановления ВВС РККА, начавшийся осенью 1941 г. после сокрушительных ударов немецких войск, в течение следующих лет неуклонно возрастал. Принимая во внимание, что 1942 г. прошел под знаком полного превосходства в воздухе авиации Люфтваффе, к концу 1943 г. ситуация кардинальным образом изменилась. К этому времени русские научились извлекать выгоду из своего значительного численного преимущества и во многих конкретных случаях доминировали в воздушном пространстве над полями некоторых крупных сражений… Практически неограниченные ресурсы в личном составе, материальной части и топливе позволяли ВВС РККА концентрировать над своими наступающими наземными войсками большое количество бомбардировщиков и штурмовиков с сильным истребительным эскортом. В то время как советские ВВС становились все более агрессивными, Люфтваффе, наоборот, вынуждены перейти к обороне. По сравнению с 1941 г. ситуация изменилась радикально.
Самолёты многих типов строились тысячами и десятками тысяч. До конца войны было выпущено (округленно):
- штурмовиков Ил — 39 тыс.,
- истребителей Як — 36 тыс.,
- ЛаГГ и Ла — 22 тыс.,
- МиГ-3 — 3 тыс.,
- бомбардировщиков Пе-2 — 11 тыс.,
- ДБ-3 (Ил-4) — 6,5 тыс.,
- Ту-2 — 0,8 тыс.

### Послевоенные годы
Авиационное дело 1946 года.
В СССР, как и в других ведущих странах мира, создана реактивная авиация. Увеличилась доля НИИ и ОКБ в числе предприятий авиационной промышленности.
Велись интенсивные исследования по аэродинамике больших скоростей, устойчивости, управляемости и прочности скоростных самолётов, газодинамике ВРД, разрабатывались жаропрочные материалы для ГТД. Первыми советскими реактивными самолётами в 1946 году стали истребители МиГ-9 и Як-15. В 1947—1948 годах в серийное производство запущены первые реактивные истребители со стреловидным крылом МиГ-15, Ла-15, в 1948—1949 годах реактивные бомбардировщики Ту-14, Ил-28 и другие.
Укреплялась экспериментальная база ЦАГИ, ЦИАМ, ВИАМ, НИАТ, ЛИИ.
В 1946 году образован НИИ-2 (впоследствии Государственный научно-исследовательский институт авиационных систем — ГосНИИАС), потом создавались Государственный союзный сибирский научно-исследовательский институт авиации (СибНИА), Всесоюзный институт лёгких сплавов (ВИЛС) и другие отраслевые НИИ.
Большой вклад в развитие подотраслей агрегато- и приборостроения, занимающихся созданием средств жизнеобеспечения, энергоснабжения, пилотажно-навигационного оборудования, САУ, гидравлической и других систем, принадлежит специализированным КБ. Основные предприятия — разработчики авиационной техники, как правило, обеспечивались собственной производственной базой и приобретали статус опытно-конструкторских бюро (ОКБ), опытных заводов, научно-производственных объединений.
Основу опытного авиастроения тогда составили коллективы под руководством А. Н. Туполева, Яковлева, Ильюшина, Бериева, Лавочкина, Микояна, Климовым, Швецовым, В. А. Добрыниным, Микулиным. И новые КБ, которые возглавили П. О. Сухой (второе КБ, которым он руководил), О. К. Антонов, М. Л. Миль, Н. И. Камов, В. М. Мясищев, Г. Е. Лозино-Лозинский, А. Г. Ивченко, Н. Д. Кузнецов, А. М. Люлька.
1950-е
В 1950-х в серийном производстве освоены турбореактивные и турбовинтовые двигатели, разработанные под руководством Люльки (АЛ-7), Климова (ВК-1, ВК-1Ф), Микулина (АМ-3, АМ-5, РД-9Б), Кузнецова (НК-12), Ивченко (АИ-20), Добрынина (ВД-7), Туманского (Р11-300, Р11Ф-300), Соловьёва (Д-25В).
Истребители МиГ-17, Як-25, МиГ-19 (первый в СССР серийный сверхзвуковой самолёт), Су-7, МиГ-21, Су-9, Як-28. На вооружение поступили стратегические и дальние бомбардировщики — турбовинтовой Ту-95 и реактивные Ту-16, М-4, 3М и турбовинтовые транспортные самолеты Ан-8, Ан-12. Создание и внедрение в серийное производство производительных (благодаря большей скорости и пассажировместимости) пассажирских самолетов — реактивного Ту-104 и турбовинтовых Ил-18, Ту-114, Ан-10 — дало импульс интенсивному развитию воздушного транспорта в стране.
Расширился типаж серийных вертолётов. В классе транспортных машин были созданы Ми-4, Як-24, Ми-6 — первый советский вертолёт с ГТД (Д-25В), а в более лёгкой весовой категории — корабельный Ка-15 и его гражданские модификации Ка-15М и Ка-18.
1960-е
В 1960—80 годы сменили глав ведущих ОКБ (генеральных конструкторов): П. А. Соловьёв, С. К. Туманский, С. П. Изотов, П. А. Колесов, В. А. Лотарёв, Г. В. Новожилов, М. Н. Тищенко, Р. А. Беляков, А. А. Туполев (сын основателя), С. В. Михеев, М. П. Симонов, В. М. Чепкин, П. В. Балабуев, С. А. Яковлев (сын основателя, директор и главный конструктор) и другие. Некоторые предприятия (КБ Лавочкина, например) выходят из состава министерства, меняют подчинение.
В 1960-е создан ряд принципиально новых образцов авиационной техники с существенно возросшими лётно-техническими характеристиками или более широкими эксплуатационными возможностями (так называемое третье поколение реактивной авиации).
В числе летательных аппаратов новых типов были:
СВВП Як-36,
истребители с крылом изменяемой в полёте стреловидности МиГ-23 и Су-17, перехватчики Су-11, Су-15, сверхзвуковой бомбардировщик Ту-22 и другие боевые самолёты.
большегрузный транспортный самолет Ан-22 «Антей», специализированный вертолёт-кран Ми-10К.
Самолёт-амфибия Бе-12, пассажирский самолёт для местных линий Ан-24.
Начато серийное производство вертолётов Ми-2, Ка-25, Ка-26, Ми-8.
Основой гражданской авиации стали реактивные самолёты. Для магистральных авиалиний в производство поступили пассажирские самолеты Ту-134, Ил-62, Ту-154, а для местных воздушных линий (МВЛ) — Як-40.
Многие научно-технические задачи решены при разработке сверхзвукового пассажирского самолета Ту-144, прошедшего опытную эксплуатацию.
Значительным достижением стало создание к началу 1970 годов истребителя МиГ-25 со скоростью полёта почти 3 скорости звука.
1970-е
Значительное число усовершенствованных и новых ЛА в стране было создано в 1970—1980 годы.
В ряду самолетов и вертолетов новых поколений или новых типов были:
- ближнемагистральный пассажирский самолет Як-42;
- первый советский широкофюзеляжный пассажирский самолёт-аэробус Ил-86;
- Ил-76 — первый СССР военно-транспортный самолёт с турбореактивными двигателями (1971); грузовой Ил-76Т;
- большегрузные транспортные самолеты Ан-124 «Руслан» (150 т) и Ан-225 «Мрия» (250 т);
- Военные: сверхзвуковой фронтовой бомбардировщик Су-24 и армейский штурмовик Су-25; высокоманевренные истребители МиГ-29 и Су-27; истребитель-перехватчик МиГ-31, многорежимный стратегический бомбардировщик Ту-160; вертолеты — транспортно-боевой Ми-24, многоцелевой корабельный Ка-27, боевой Ми-28 и Ка-50, транспортный Ми-26 с наивысшей в мире для серийных машин грузоподъемностью (20 т).

1980-е
В 1970-е — 1980-е годы работало несколько десятков авиастроительных и моторостроительных заводов, а также несколько сотен агрегатных и приборостроительных, изготавливавших так называемые «покупные изделия».
70-80 гг. были вершиной развития советской авиации.
В конце 1980-х годов начались подготовка и освоение серийного производства пассажирских самолетов нового поколения с высокой топливной эффективностью: Ил-96-300, Ту-204 и Ту-214 для магистральных авиатрасс и Ил-114 для МВЛ.

## Вертолётостроение
см. Вертолётостроение
также:  Категория:Вертолёты СССР
- Ми-8 — многоцелевой вертолёт; один из самых массовых вертолётов в истории авиации
- Ми-26 — тяжёлый многоцелевой транспортный вертолёт; крупнейший в мире серийно выпускаемый транспортный вертолёт.
- В-12 — самый тяжёлый и грузоподъёмный вертолёт, когда-либо построенный в мире (2 экз.).
- Ка-25 — противолодочный вертолёт корабельного базирования, первый советский противолодочный вертолёт; также первый (1965) отечественный боевой вертолёт, изначально проектировавшийся под боевое применение.
- Ми-24  — ударный вертолёт; первый (1969) сухопутный боевой вертолёт; второй по распространённости ударный вертолёт в мире.
- Як-24 — вертолёт продольной схемы.

## Производство
Первый серийный самолёт советского производства — учебный самолёт модели У-1, нелицензионный вариант британского Avro 504, был запущен в производство в 1922 г. В том же году началась и постройка небольшой серии учебных самолётов отечественной конструкции - П-VI бис, созданных Пороховщиковым.
Заводы
- Куйбышевский авиационный завод № 18 (Самара)
- Воронежский авиационный завод № 64
- завод «Мотор», впоследствии НПЦ газотурбостроения «Салют» (Москва)
- Московский авиационный завод № 39 (Москва)
- Казанский авиазавод № 22, впоследствии КАПО им. Горбунова (Казань)
- Новосибирский авиационный завод (Новосибирск)
- Иркутский авиационный завод
- Тбилисский авиазавод
- Московский вертолётный завод (имени М. Л. Миля)
- ОКБ «Камов» (ранее Ухтомский вертолётный завод, Люберцы), с 1948 г.

Производственные объединения
- Киевский авиационный завод / Киевское авиационное производственное объединение КиАПО (Киев)
- Ташкентское авиационное производственное объединение (ТАПОиЧ) (Ташкент, с 1941 г.)
- Комсомольское-на-Амуре авиационное производственное объединение им. Ю. А. Гагарина (Комсомольск-на-Амуре)

КБ
- Центральный аэрогидродинамический институт (ЦАГИ), с 1918 г.
- Московский авиационный институт (МАИ), с 1929 г.
- Харьковский авиационный институт (ХАИ), с 1930 г.
- Центральный институт авиационного моторостроения (ЦИАМ), с 1930 г.
- Лётно-исследовательский институт (ЛИИ), с 1941 г.
- Всероссийский научно-исследовательский институт авиационных материалов (ВИАМ), с 1941 г.
- Национальный институт авиационных технологий (НИАТ), с 1941 г.
- НИИ-2 (впоследствии Государственный научно-исследовательский институт авиационных систем (ГосНИИАС), с 1946 г.
- Государственный союзный сибирский научно-исследовательский институт авиации (СибНИА), с 1946 г.
- Всероссийский институт лёгких сплавов (ВИЛС), с 1961 г.
- Научно-исследовательский институт авиационного оборудования (НИИАО), с 1983 г.
- Опытное КБ по вертолётостроению, создано на базе завода № 383 МАП (М. Миль).

## Организации
- Первое (самолётное) управление Наркомата оборонной промышленности СССР
- Народный комиссариат авиационной промышленности СССР (НКАП) — государственный орган СССР в ранге министерства, управлявший развитием авиационной промышленности СССР в 1939—1946 гг.
- Министерство авиационной промышленности СССР (МАП) — упразднено Постановлением Госсовета СССР от 14 ноября 1991 года, прекратило свою деятельность 1 декабря 1991 года.
- Авиатрест (1920-е)
- Всесоюзное авиационное объединение (1920-е)[источник не указан 3084 дня]